# Musée de Bourgoin-Jallieu
Le musée de Bourgoin-Jallieu est un musée municipal d'art et d'histoire situé dans le centre-ville de Bourgoin-Jallieu. Celui-ci a été créé en 1929 et ouvert au public en 1933.
Une grande partie des collections est axée sur l'industrie du textile au niveau régional. Il présente également une galerie de peinture essentiellement consacrée à deux peintres locaux. Un espace y est également réservé pour des expositions temporaires de nature diverse.

## Localisation et accès
Le musée est situé dans la rue Victor Hugo, face au groupe scolaire du même nom, dans le centre-ville de Bourgoin-Jallieu, non loin de la rue piétonne et de l'ancienne halle de Bourgoin.
La commune étant desservie par le réseau de bus de l'agglomération dénommé « Ruban », dont de nombreuses lignes desservent le centre, le musée est facilement accessible par les transports en commun.

## Historique
Ce musée, principalement consacré à l'histoire berjalienne, à l'art local ainsi qu'à l'industrie textile régionale a été créé en 1929 par le peintre Victor Charreton sur une demande de Robert Belmont, maire de la commune. Avec l'aide des membres de la société locale des « amis des arts », Victor Charreton décide de « favoriser le développement des arts, le goût des recherches et spécialement d'organiser et administrer un musée à Bourgoin ». Le peintre réussit à collecter quelques œuvres de peintres locaux avant de décéder en 1936. L'association continue cependant son action et enrichit constamment la collection de ce petit musée local
Le musée a été a ouvert au public en 1933.

## Description

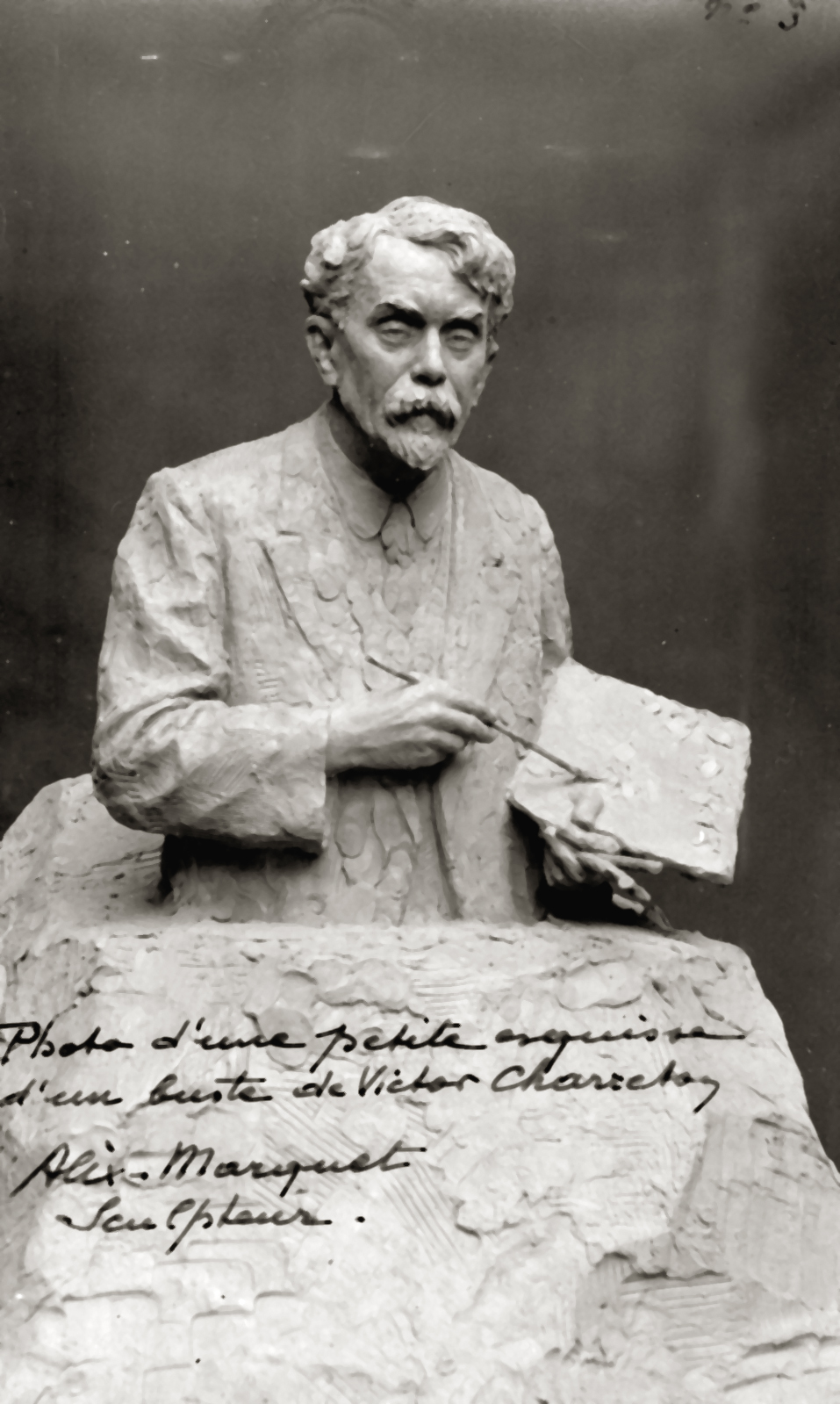
Alix Marquet, Buste du peintre Victor Charreton, localisation inconnue.

Établi dans l’ancienne chapelle des Antonins construite en 1503, dont la façade est encore visible en 2019 et l’hôtel-Dieu édifié au XVIIIe siècle. Ce musée se présente en deux parties, la première étant liée à la technologie du tissage et de l'impression sur étoffe tels qu'ils étaient pratiqués dans le Bas-Dauphiné et la seconde partie présente de nombreuses peintures. Sa muséographie s'étend sur 1 200 m2 répartis sur trois niveaux, avec une salle pédagogique et des espaces vidéos.
Par ailleurs, le musée assume une mission scientifique, conservatoire et culturelle de la partie nord du département de l’Isère. À ce titre, le musée présente un centre de documentation consacré au patrimoine du Nord-Isère, une bibliothèque d'histoire régionale ainsi que des expositions temporaires. Une boutique, située à l'entrée du musée, est également ouverte au public.
Le musée, en collaboration avec le service des espaces verts de la Ville de Bourgoin, a conçu et réalisé un jardin de plantes tinctoriales en lien avec les collections textiles du musée.
Rénové en 2000, le site a la particularité d'être, depuis 2008, entièrement gratuit pour tous. En raison de la présence d'un ascenseur, le musée est accessible aux personnes à mobilité réduite.

### Exposition permanente

#### Le «Parcours textile»
Le musée présente sur deux niveaux, un grand ensemble de collections sur l'art et la technique du tissage dans cette partie du Dauphiné avec près de 8 000 objets inventoriés. Les différentes salles retracent l'histoire des techniques, des hommes et des femmes qui ont participé à cette aventure industrielle. Le visiteur peut découvrir les premières planches d'impression sur tissus datant du XVIIIe siècle et différents métiers à tisser conçus durant les siècles suivant.
Cette exposition est en ce début de XXIe siècle, le seul lieu public dans l'ancienne région Rhône-Alpes à présenter l'histoire de l'impression sur étoffes.

Quelques pièces des collections du musée de Bourgoin-Jallieu
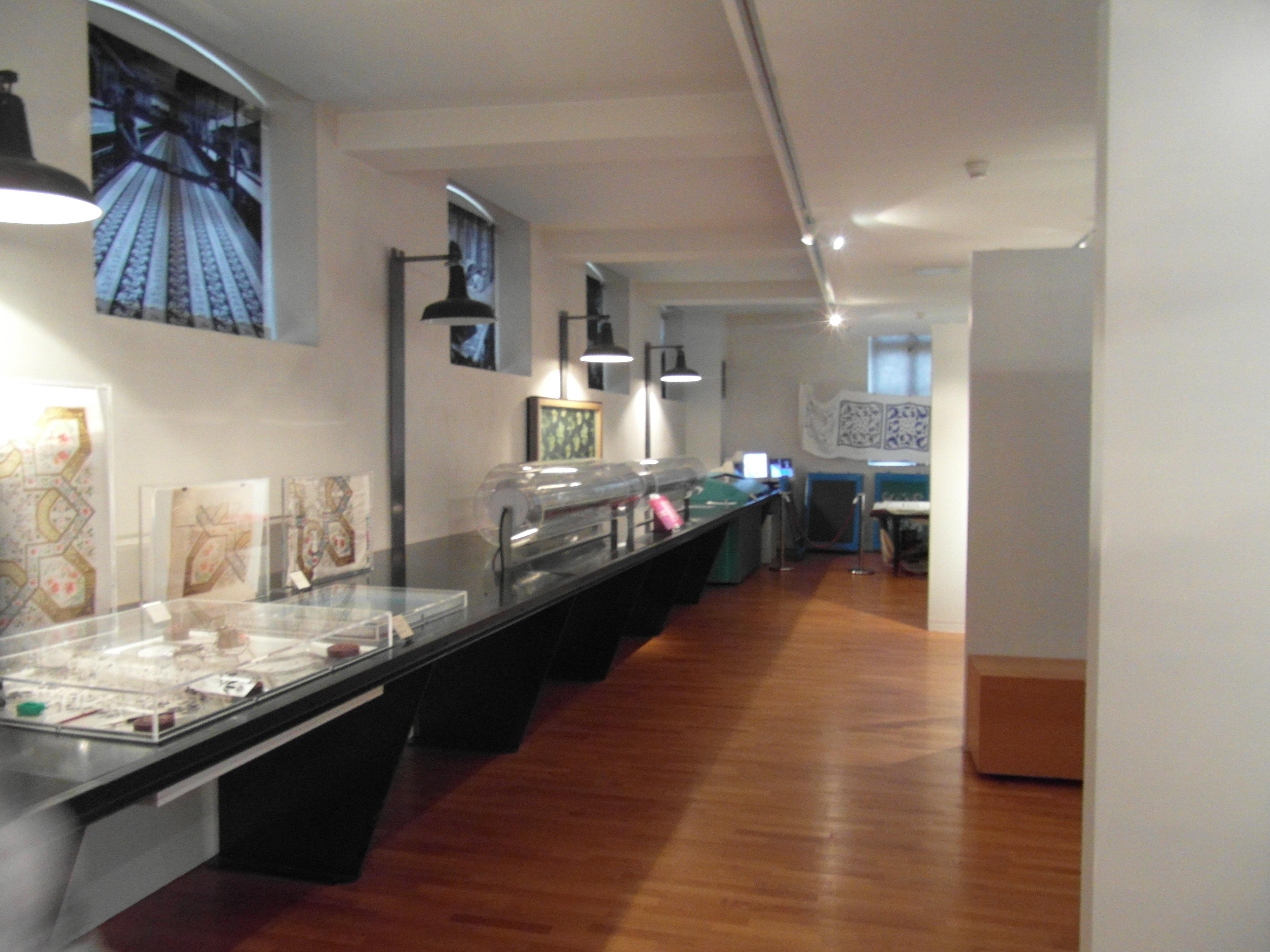
Salle d'exposition sur l'industrie du textile.
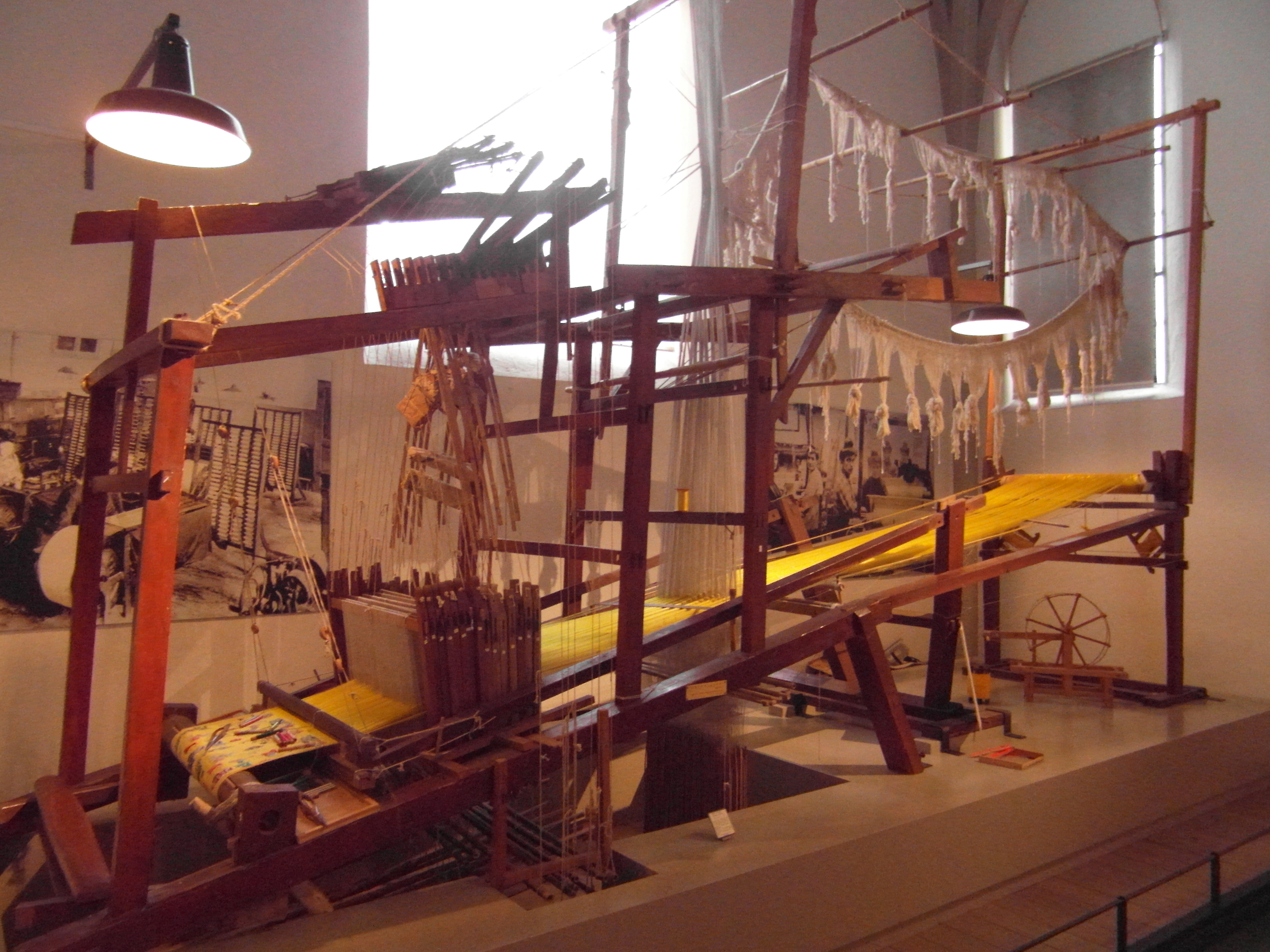
Métier à tisser du XIXe siècle.
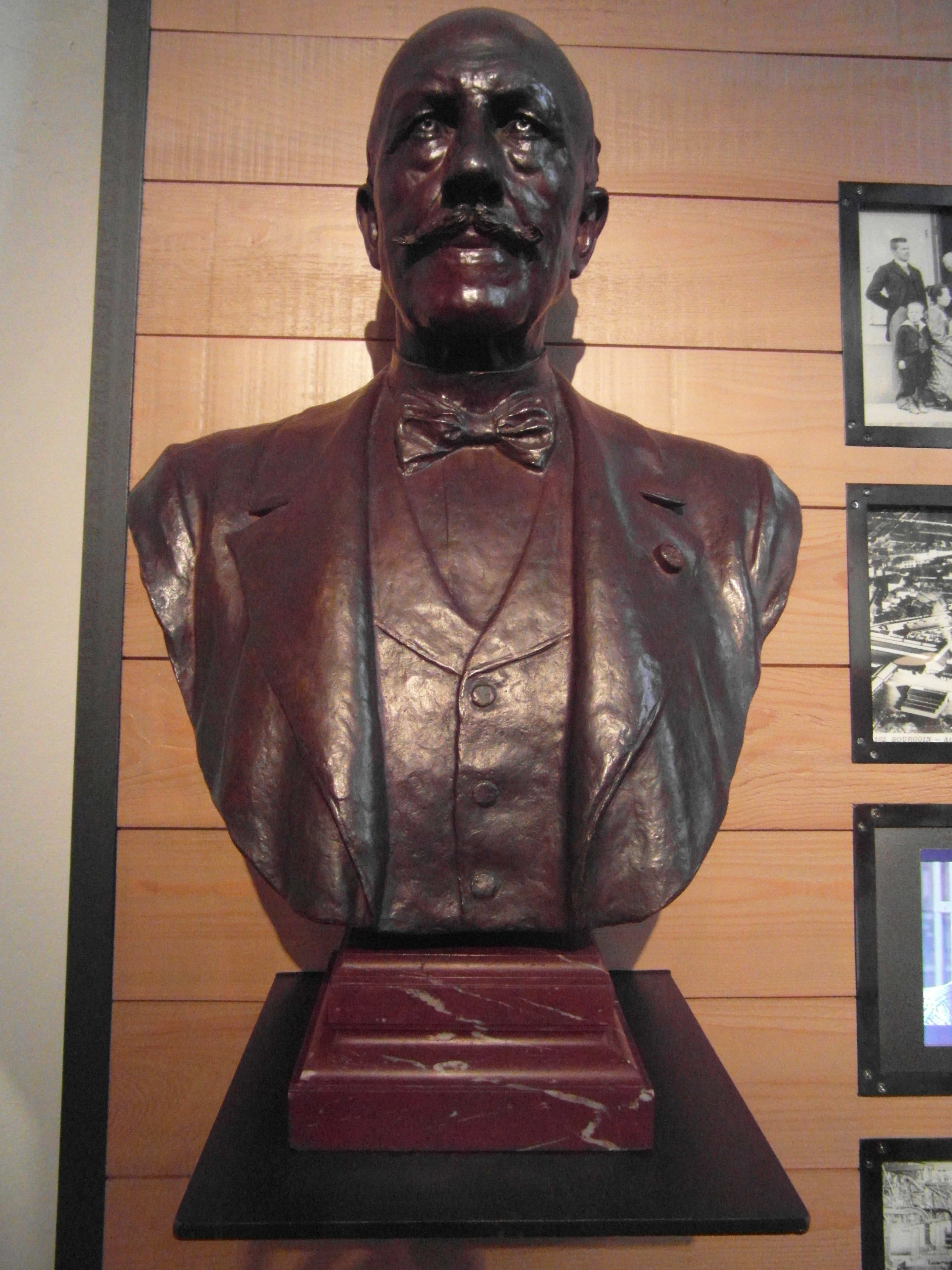
Joseph Louis Enderlin, Buste de Théodore Diederichs  (avant 1901).
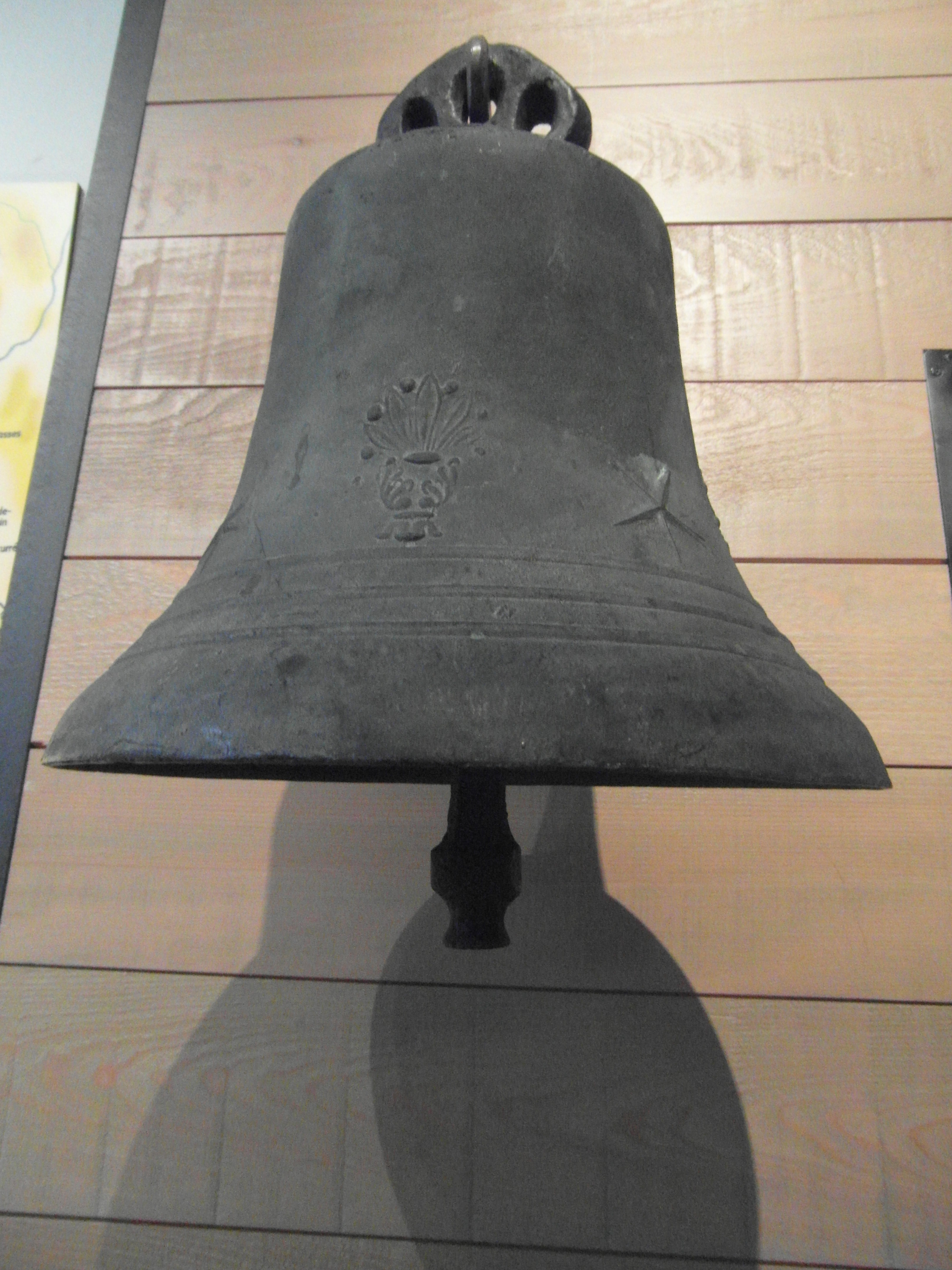
Cloche de la chapelle du pensionnat de l'usine de Diederichs.
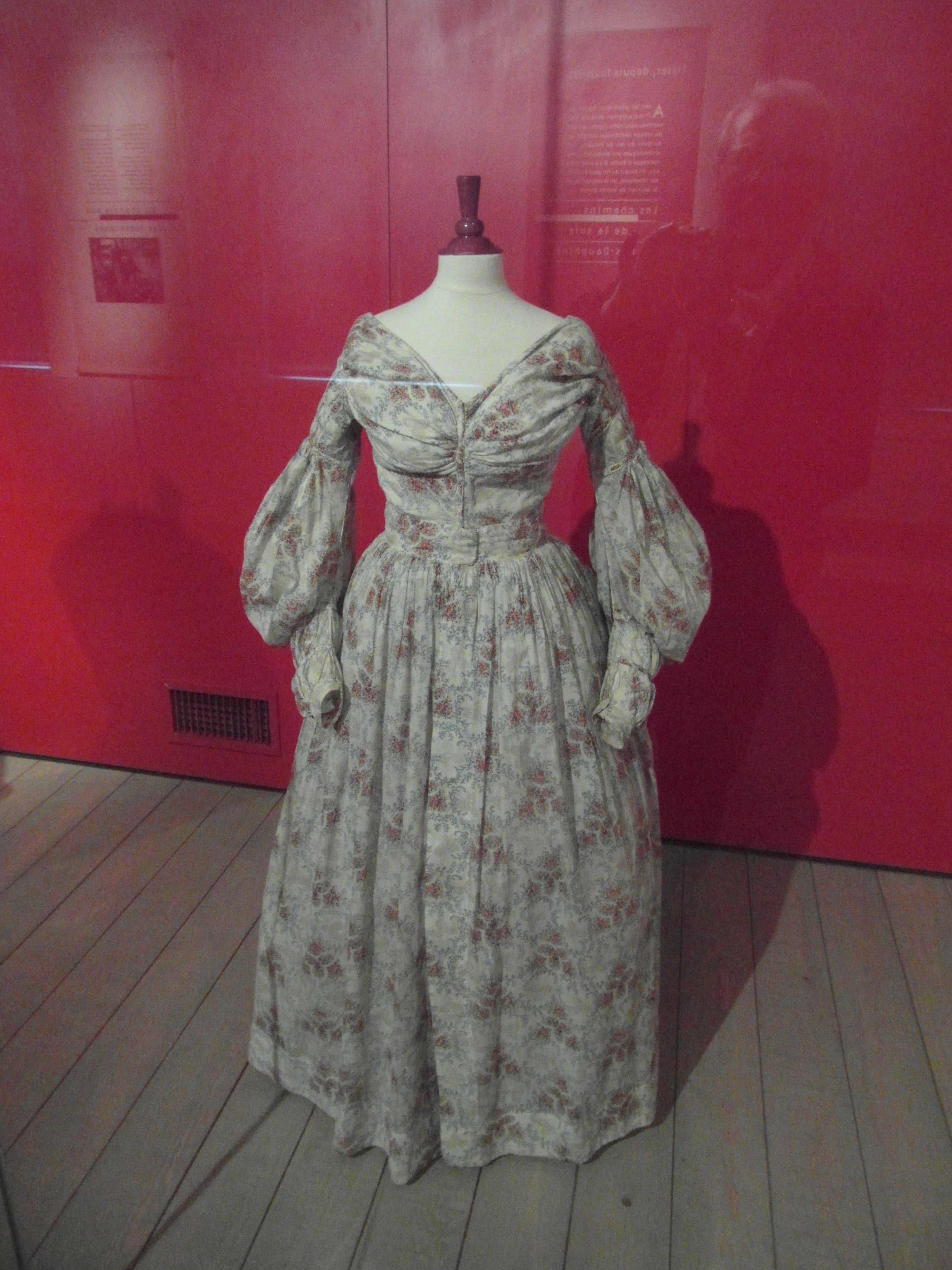
Robe en tissu imprimé (XVIIIe siècle).
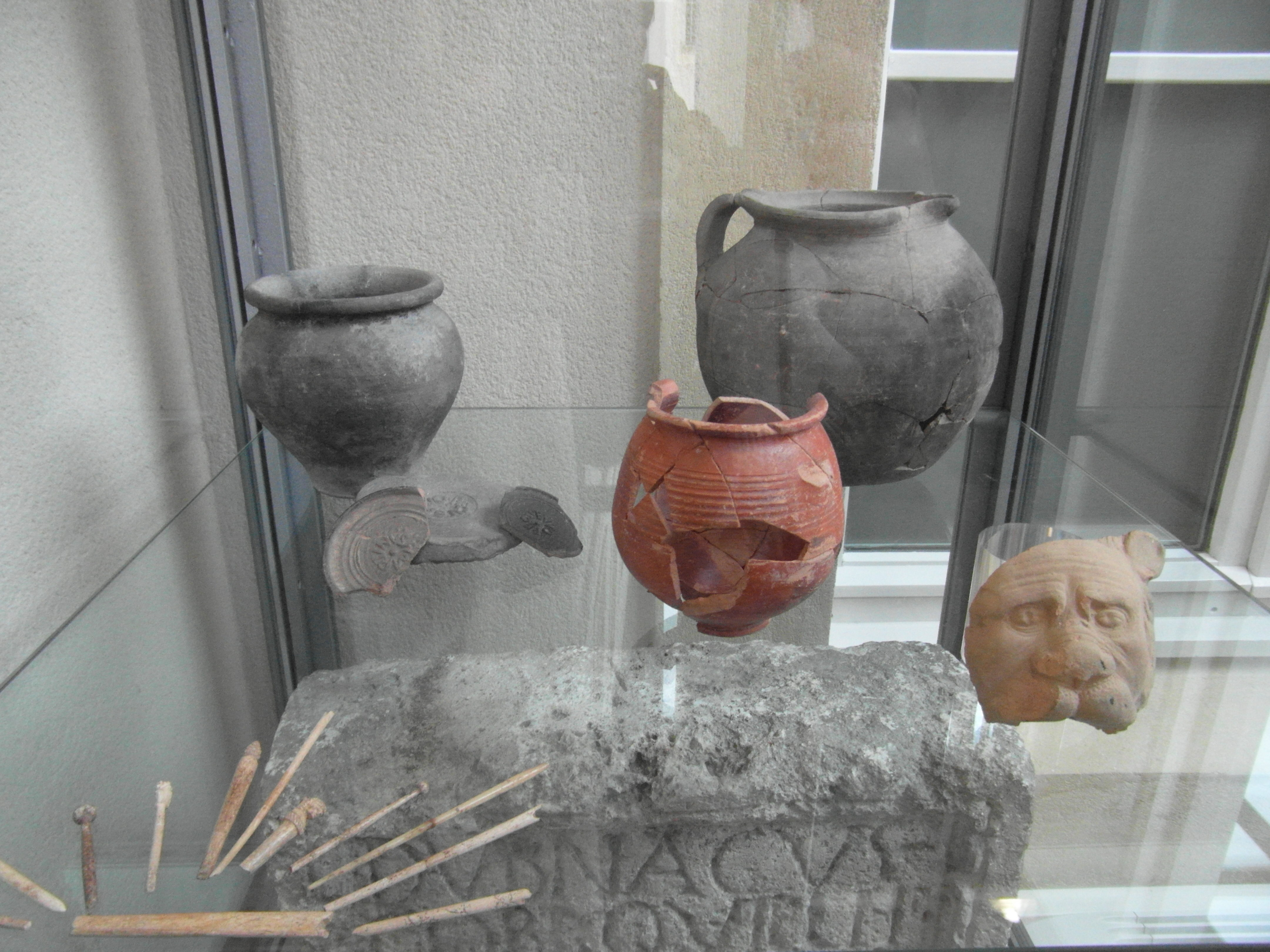
Vase, cruche et mascaron de fontaine du IIe siècle et IIIe siècle.
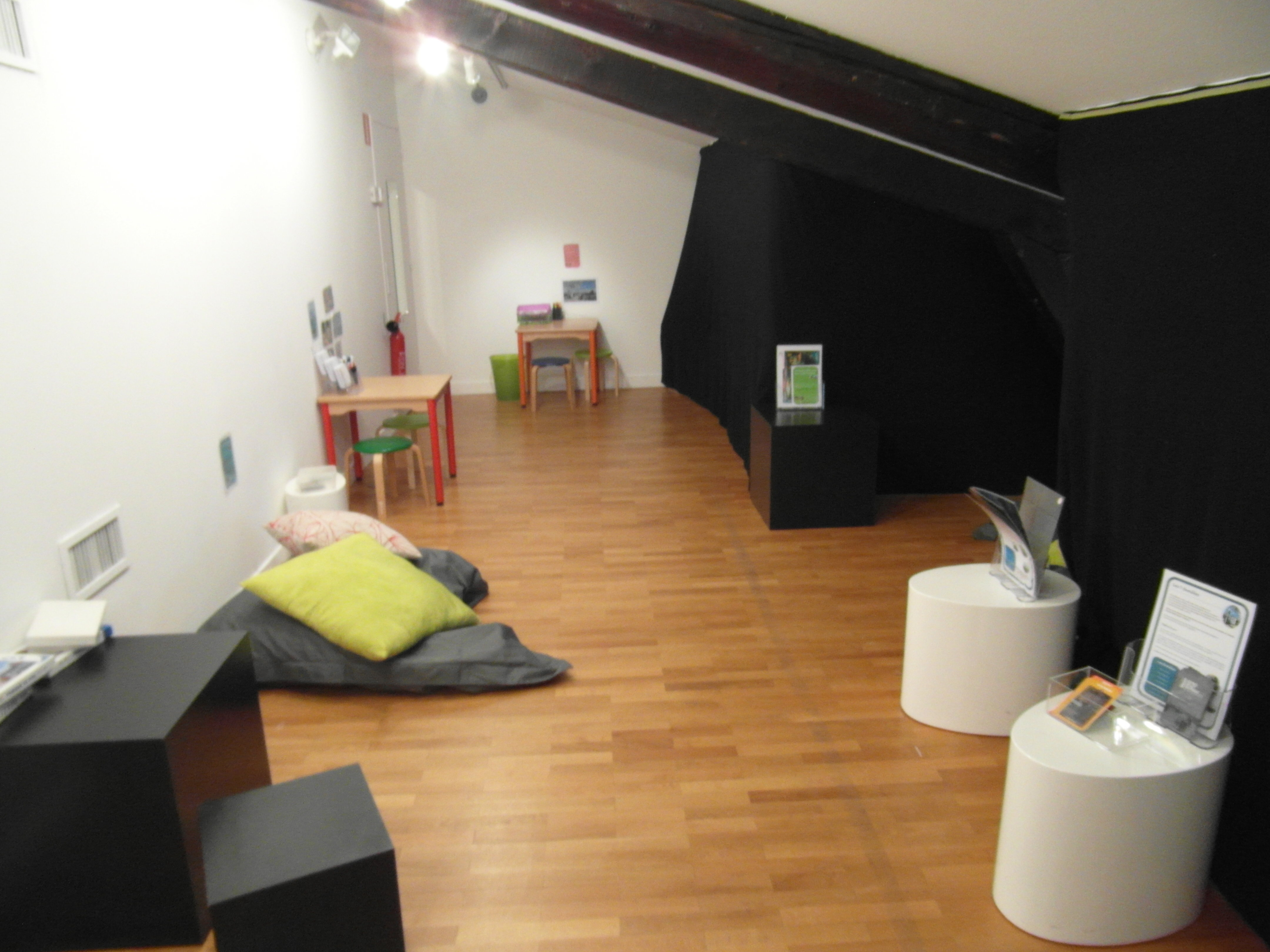
Salle d'activité ludique consacrée aux enfants.

#### Les Beaux-Arts
Le musée présente également, à son troisième et dernier niveau, une galerie d'exposition de différentes oeuvres de peintres berjalliens dont, notamment, celles de Victor Charreton (1864-1936), fondateur du musée en 1929 et celles de Joseph Alfred Bellet du Poisat (1823-1883) dont on peut découvrir de nombreux paysages mais aussi le tableau intitulé Le Jeune sculpteur dans son atelier, un pastel datant de 1865. Joseph Alfred Bellet du Poisat fut, entre autres, un élève d'Auguste Flandrin et le collaborateur du peintre Eugène Delacroix. Il exposa un très grand nombre de peintures et de dessins à l'Exposition générale de Lyon en 1884.

Quelques œuvres conservées au musée de Bourgoin-Jallieu
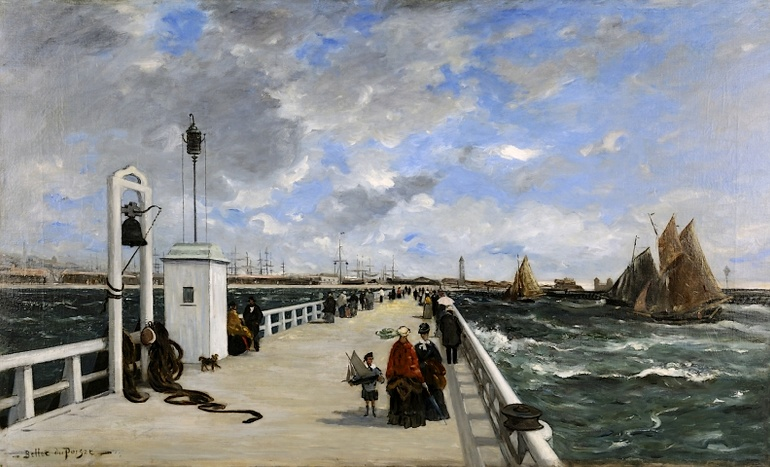
Joseph Alfred Bellet du Poisat, Promeneurs sur la jetée de Trouville-sur-Mer (1877).
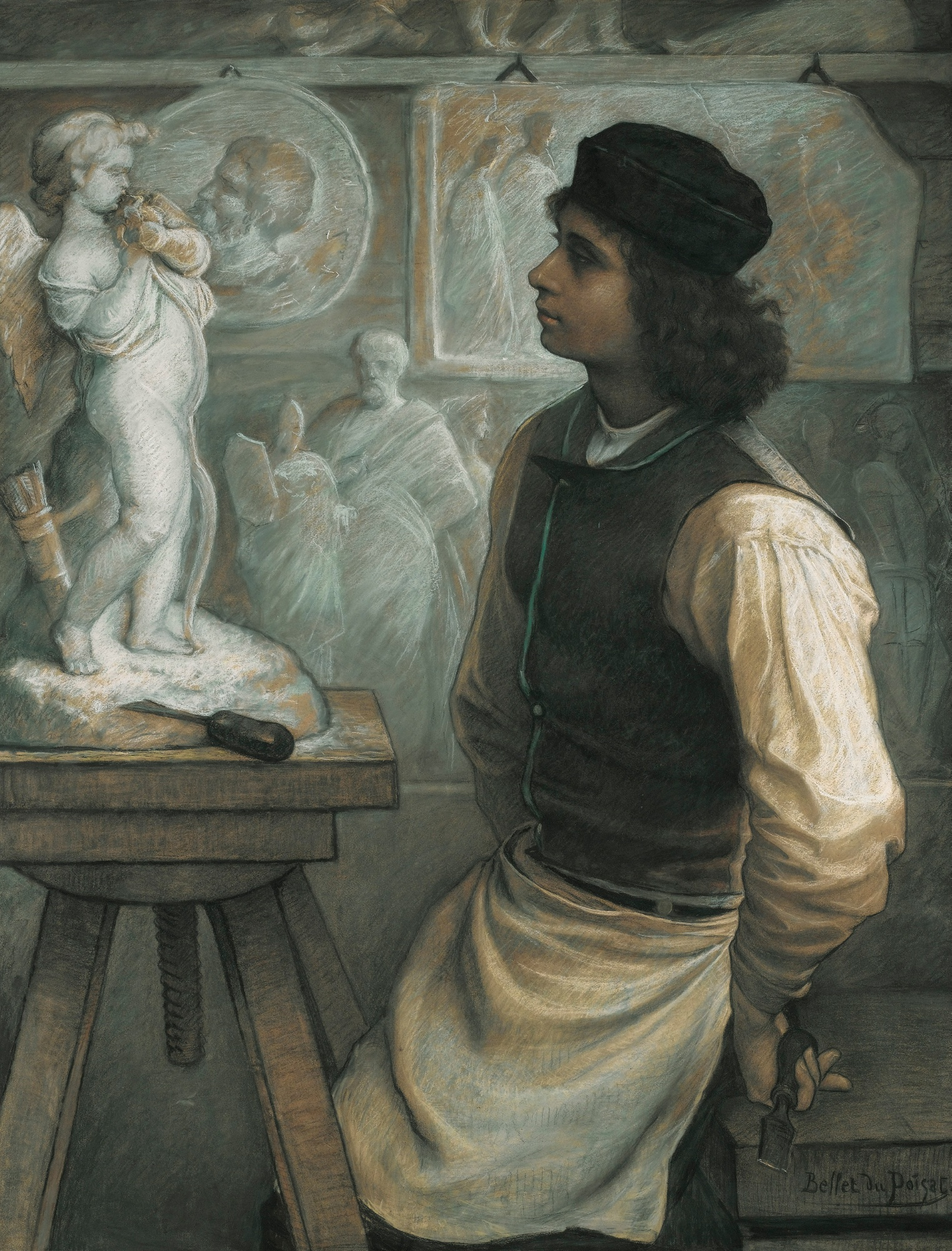
Joseph Alfred Bellet du Poisat, Le Jeune sculpteur dans son atelier (1865).
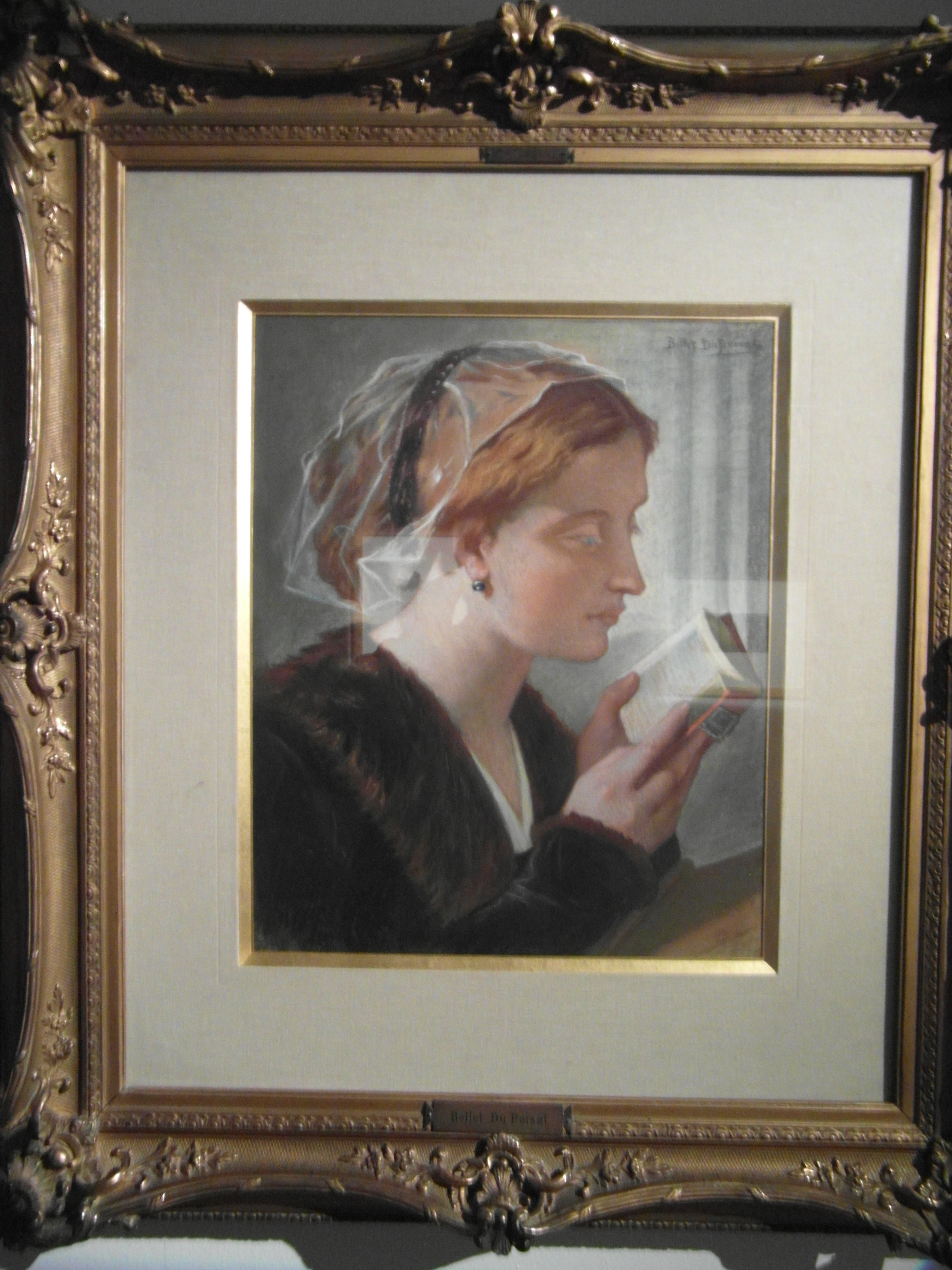
Joseph Alfred Bellet du Poisat, La Prière (avant 1883).
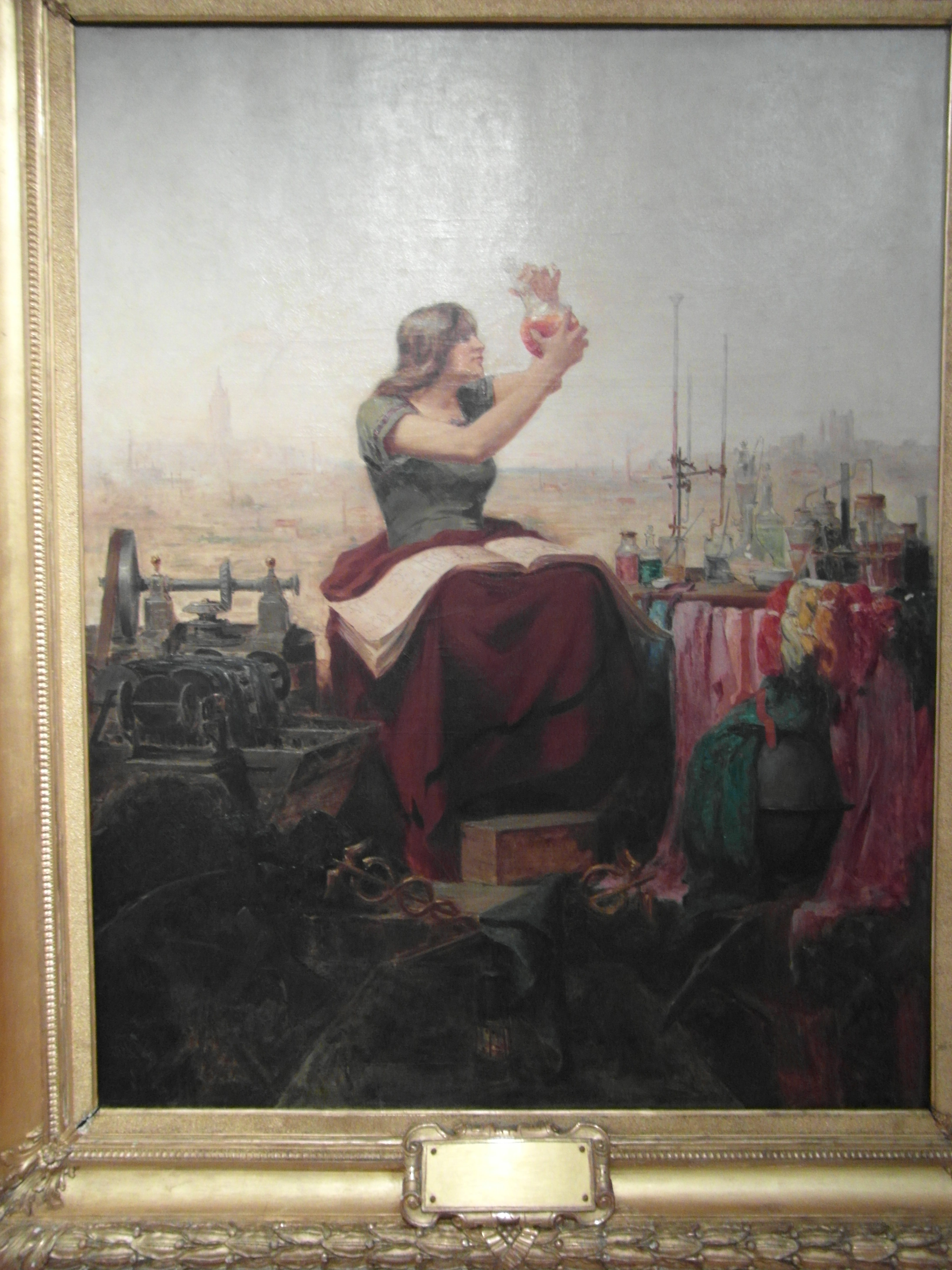
Louis Appian, Allégorie de la teinture des tissus  (1895).
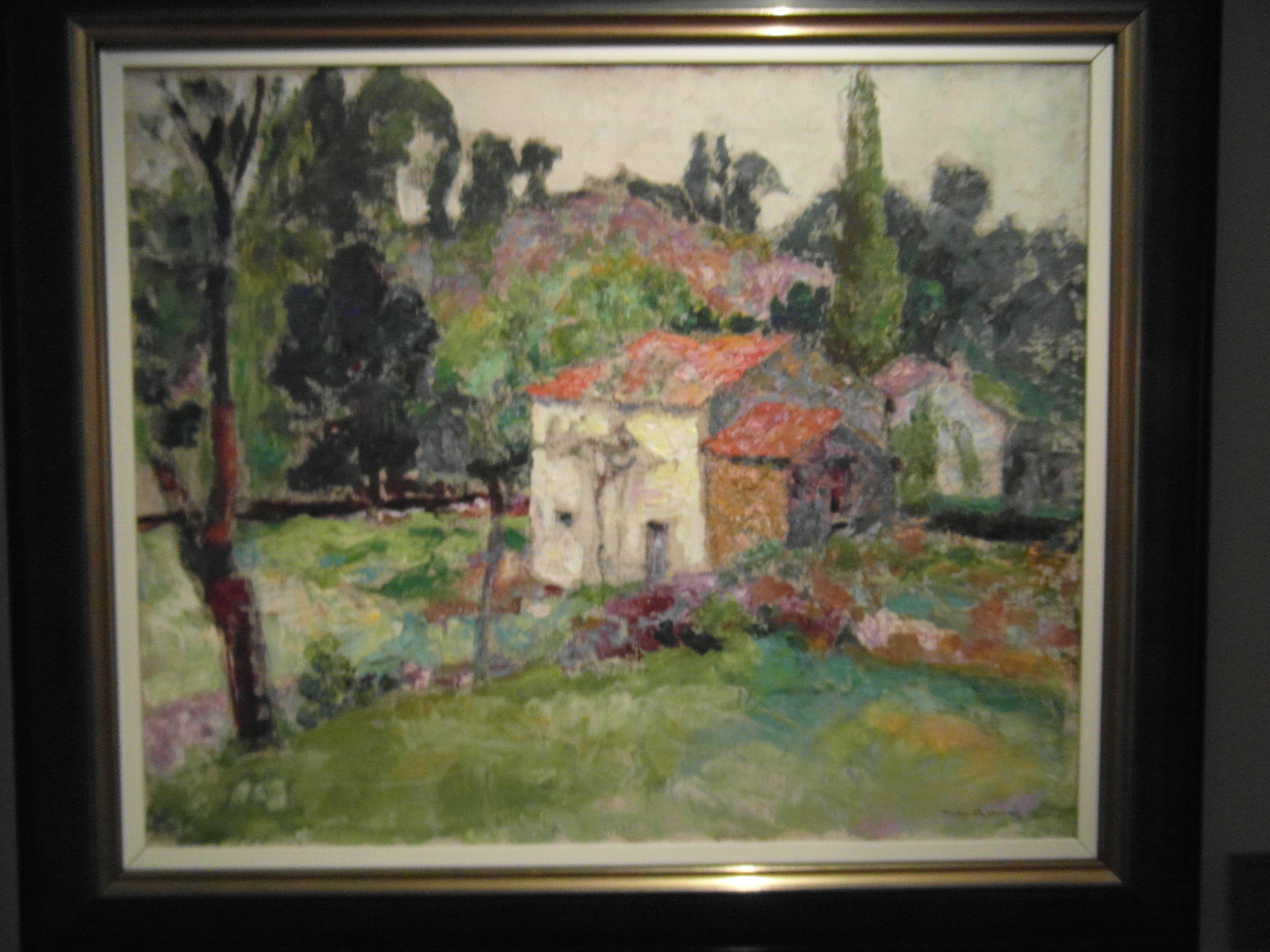
Victor Charreton, Paysage (1895).
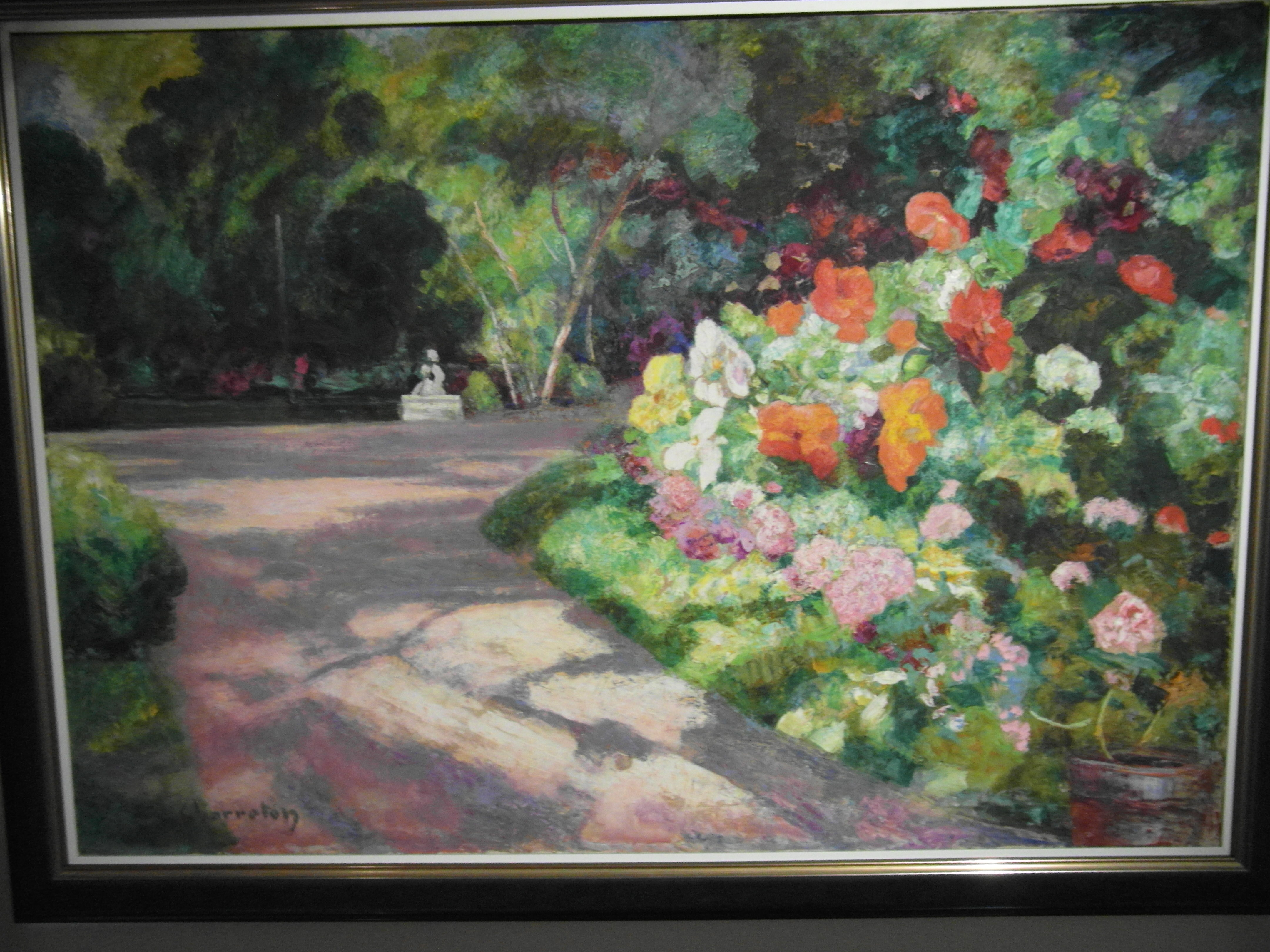
Victor Charreton, Fleurs du parc (1933).

## Événements

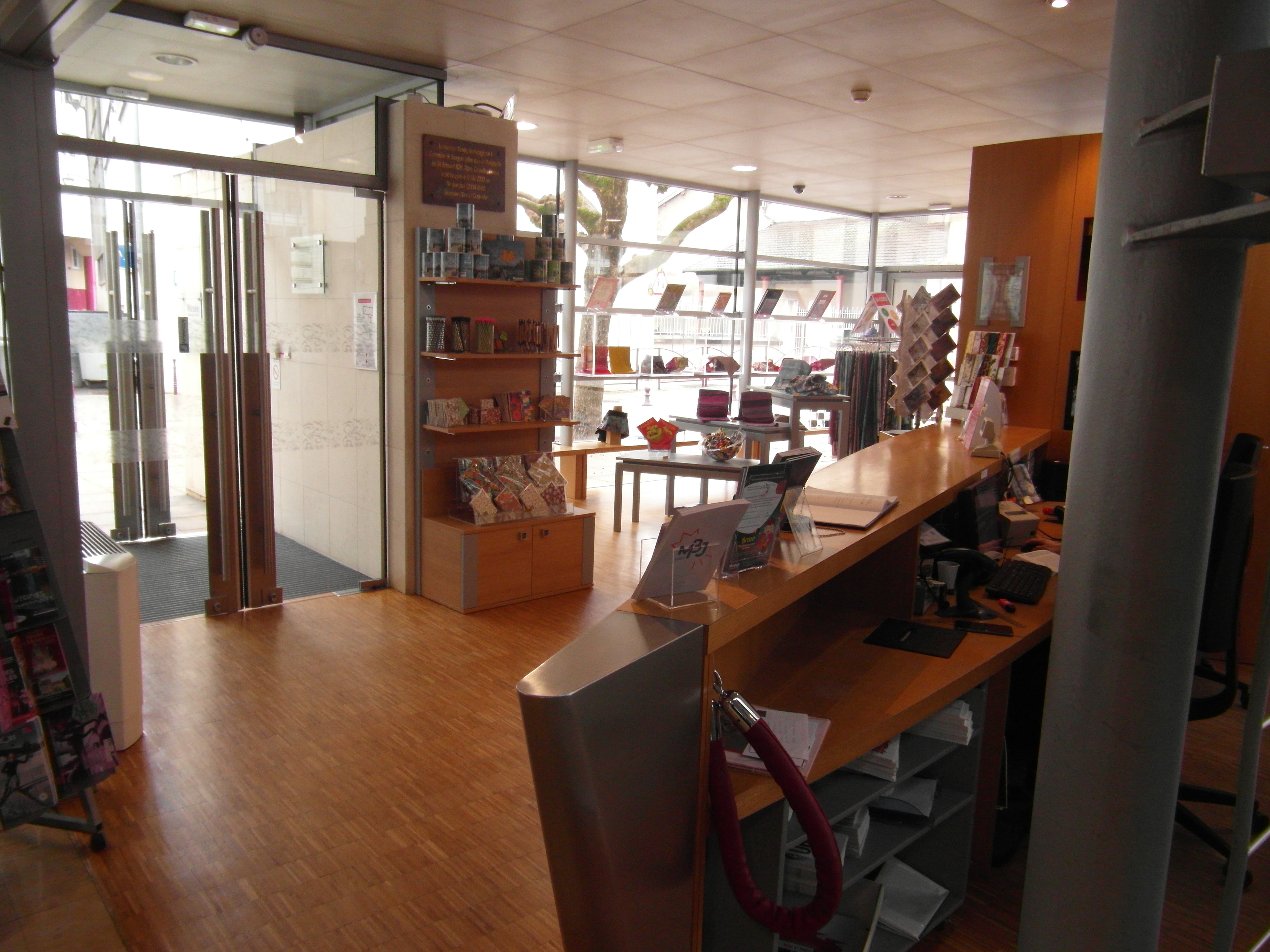
Entrée du public et boutique du musée de Bourgoin-Jallieu.

### Expositions temporaires
- Du 27 avril 2010 au 31 août 2010 : Maurice Chabas (1862-1947), peintre et messager spirituel.
- Du 9 novembre 2013 au 5 janvier 2014 : Un parcours de fil en habit, exposition sur les vêtements[7].
- Du 28 mars au 24 août 2014 : Alfred Bellet du Poisat : du romantisme à l’impressionnisme, exposition consacrée à ce peintre local lié à la mouvance romantique et pré-impressionniste.
- Du 2 décembre 2017 au 18 mars 2018 : Esquisses de Maîtres, exposition orchestrée en en six sections : portraits, paysages urbains, scènes militaires et de chasse, scène de la vie courante, nus et sujets religieux[8].
- Du 18 mai au 18 novembre 2018 : L’art fait son cirque[9]. À l'occasion de la biennale du cirque organisé sur différents sites locaux, une rétrospective en peinture, photographie en passant par la sculpture, le dessin, la gravure, le costume et la vidéo, évoque le monde du cirque.